# الحبيل (تبن)

تعديل مصدري - تعديل

الحبيل هي إحدى قرى عزلة الحوطة بمديرية تبن التابعة لمحافظة لحج، بلغ تعداد سكانها 3442 نسمة حسب تعداد اليمن لعام 2004.